# Rödberg
För andra betydelser, se Rödberg (olika betydelser).
Rödberg, är både ett mindre berg och naturreservat i Dalarna, i norra delen av Älvdalens kommun nära gränsen till Härjedalen. Högsta punkten ligger på 774 meter över havet. Området är täckt med gammal skog, som i sluttningarna är av urskogstyp, och i högre terräng av fjällbjörkskog. Därmed anses skogen ha ett högt naturvärde, varför området om 635 hektar skyddades som naturreservat 1996. Storvarden ligger fyra kilometer nordost om Rödberg.
Rödberg är utsatt på Terrängkartan 661 Trängslet.